# Грав

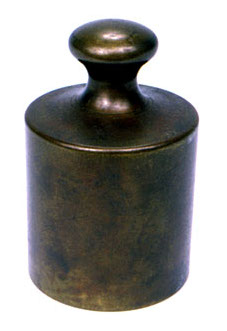
Один з оригінальних прототипів грава, виготовлений в 1793 році. Зараз зберігається в музеї NIST.

Грав, українське скорочене позначення гв, міжнародне gv, (фр. grave) — початкова назва кілограма, яка використовувалася на перших етапах становлення метричної системи у Франції з 1793 по 1795 р. Використовувалася як одиниця ваги, а не маси. Назва «грав» походить від слова «gravité» (укр. тяжіння). У 1795 році ця одиниця вимірювання була перейменована в кілограм. Одиницею маси кілограм став офіційно лише в 1875 році після підписання Метричної конвенції.

## Історична довідка
Сучасний кілограм бере свій початок в епоху Просвітництва та Французької революції. У 1790 р. впливовий французький політик і дипломат Талейран-Перігор закликав створити нову систему одиниць вимірювання, що включає одиницю довжини, отриману з незмінної довжини в природі, і одиницю маси (тоді ваги), рівну масі одиниці об'єму води. У 1791 р. Комісія мір і ваг, призначена Французькою академією наук, вибрала одну десятимільйонну половини довжини меридіана як одиницю довжини і назвала її метром. Спочатку тимчасово використовувалося значення меридіана, отримане на основі вимірювання, проведеного в 1740 р. Луї де Лакайлем.
У 1793 році Комісія визначила одиницю маси як масу кубічного дециметра дистильованої води за температури 0 °C і дала їй назву грав. Дві додаткові одиниці — гравет (0,001 грава) та бар (1000 грав) — були додані, щоб охопити той самий діапазон, що й старі одиниці, що призвело до наступного десяткового ряду одиниць: мілігравет, сантигравет, децигравет, гравет, сантиграв, дециграв, грав, сантибар, децибар, бар. Зв'язок зі звичною одиницею маси (гран), що використовувалася на той час у Франції, був встановлений Лавуазьє та Аюї: 1 грав = 18841 гран.
Оскільки еталон одиниці маси на основі води був би незручним і нестабільним, регулювання торгівлі вимагало практичнішої реалізації визначення одиниці маси. Тому еталон одиниці маси грава був виготовлений як цілісний металевий артефакт.

## Перехід на кілограм
7 квітня 1795 р. у Франції було визначено одиницю «грам» як «абсолютну масу об'єму чистої води, рівну кубу сотої частини метра за температури танення льоду». Також було змінено назви інших одиниць — гравета, грава та бара. Новий грам дорівнював старому гравету. Чотири нові префікси (дека-, гекто-, кіло- та міріа-) були додані до метричної системи, щоб охопити майже той самий діапазон одиниць, що і в 1793 році (міліграм, сантиграм, дециграм, грам, декаграм, гектограм, кілограм, міріаграм). Латунний прототип грава був перейменований на попередній кілограм.
У 1799 р. тимчасові одиниці були замінені остаточними. Жосеф Деламбр та Андре Мешен завершили своє нове вимірювання меридіана, і остаточний метр став на 0,03 % меншим від попереднього. Отже, кінцевий кілограм, який був масою одного кубічного дециметра води, на 0,09 % легший за попередній. Крім того, температурні характеристики води були змінені з 0 на 4 °C, точку, де густина води максимальна. Ця зміна температури додала 0,01 % до кінцевого кілограма. Одночасно проводилася робота з точнішого визначення маси кубічного дециметра (одного літра) води. Хоча у визначенні кілограма вказано воду за 0 °C — її високостабільну температурну точку, — французький хімік Луї Лефевр-Жіно та італійський натураліст Джовані Фаброні запропонували перевизначити одиницю у 1799 році до точки найбільшої густини води — температури, за якої вода досягає максимальної густини, що в той час була виміряна як 4 °C. Вони дійшли висновку, що один кубічний дециметр води за максимальної густини становив 99,9265 % від маси попереднього еталона кілограма, виготовленого чотирма роками раніше.

## Кілограм Архівів

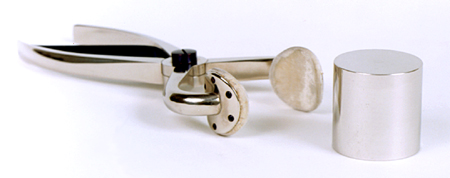
Кілограм Араго — копія «Кілограма Архівів», виготовлена в 1821 році для США під наглядом французького фізика Франсуа Араго, яка стала першим кілограмовим еталоном маси.

Після того, як визначення кілограма було доопрацьовано в 1799 р., був виготовлений цільно-платиновий кілограмовий прототип з метою досягнення рівня, наскільки це було можливо з наукової точки зору на той час, маси одного кубічного дециметра води за температури 4 °C. Його назвали Кілограмом Архівів (фр. Kilogram des Archives), оскільки він зберігався в Національних архівах Франції (фр. Archives Nationales) в Парижі. Прототип був представлений Національним архівам в червні, а 10 грудня 1799 року він був офіційно затверджений як Кілограм Архівів і кілограм визначили рівним його масі. Цей еталон проіснував наступні дев'яносто років, поки в 1889 році його не замінив платино-іридієвий Міжнародний прототип кілограма.